# Fleshcrawl
I Fleshcrawl sono una band death metal tedesca formatasi ad Illertissen, in Baviera, nel 1987.

## Formazione

### Formazione attuale
- Sven Gross - voce (1997-presente)
- Mike Hanus - chitarra e voce (1992-presente)
- Oliver Grbavac - chitarra e voce (2002-presente)
- Nico Scheffler - basso (2007-presente)
- Bastian Herzog - batteria e voce (1987-presente)

### Ex componenti

#### Voce
- Wendelin Dopfer (1989-1990)
- Alex Pretzer (1990-1996)

#### Chitarra
- Alfred Handke (1988-1992)
- Gero Schmidt (1991-1992)
- Stephan Hanus (1987-2002)

#### Basso
- Markus Amann (1991-1994)
- Tobias Schick (1998-2004)

## Discografia
- 1992 - Descend into the Absurd (Black Mark Production)
- 1994 - Impurity (Black Mark Production)
- 1996 - Bloodsoul (Black Mark Production)
- 1997 - Bloodred Massacre (Black Mark Production)
- 2000 - As Blood Rains from the Sky, We Walk the Path of Endless Fire (Metal Blade Records)
- 2002 - Soulskinner (Metal Blade Records)
- 2004 - Made of Flesh (Metal Blade Records)
- 2007 - Structures of Death (Metal Blade Records)
- 2019 -  Into the Catacombs of Flesh (Apostaty Records)